# Wąsonosowate
Wąsonosowate, wąsatki, wąsalowate (Mystacinidae) – rodzina ssaków z podrzędu mroczkokształtnych (Vespertilioniformes) w obrębie rzędu nietoperzy (Chiroptera).

## Występowanie
Przedstawiciele Mystacinidae obecnie występują wyłącznie na Nowej Zelandii; w miocenie przedstawiciele rodziny występowali również na obszarze Australii.

## Charakterystyka
Wąsonosowate są nietoperzami średniej wielkości. Posiadają długie uszy i długi, porośnięty krótkimi wąsami, pysk. Nogi są krótkie, ale silne, zaopatrzone w pazury. Sierść szaro-brązowa, lub czarno-brązowa.
Wąsonosowate są nietypowymi nietoperzami. Większość czasu spędzają na ziemi polując na bezkręgowce zagrzebane w glebie lub ściółce. Kiedy nie latają ich skrzydła są chowane w skórnych kieszeniach, dzięki czemu mogą się sprawnie poruszać na czterech kończynach.

## Systematyka
Do rodziny należy jeden występujący współcześnie rodzaj:
- Mystacina J.E. Gray, 1843 – wąsonos

Opisano również dwa mioceńskie rodzaje wymarłe:
- Icarops Hand, P.F. Murray, Megirian, Archer & Godthelp, 1998 – obejmujący gatunki z Australii
- Vulcanops Hand, Beck, Archer, Simmons, Gunnell, Scofield, Tennyson, De Pietri, Salisbury & Worthy, 2018 – jedynym przedstawicielem był nowozelandzki Vulcanops jennyworthyae Hand, Beck, Archer, Simmons, Gunnell, Scofield, Tennyson, De Pietri, Salisbury & Worthy, 2018